# Adél
Az Adél német eredetű női név. Eredetileg az Adel- kezdetű nevek (Adelgund, Adelheid) rövidülése, jelentése: nemes. Maga az Adél a francia Adèle-ből került át hozzánk.

## Rokon nevek
Adela, Adéla, Adélia, Adelin, Adelina, Alina, Alinka, Adelheid

## Gyakorisága
Az újszülötteknek adott nevek körében az 1990-es években igen ritkán fordult elő. A 2000-es években a 62-85. helyen; a 2010-es években a 27-60. helyen szerepelt, a név népszerűsége növekszik.
A teljes népességre vonatkozóan az Adél sem a 2000-es, sem a 2010-es években nem szerepelt a 100 leggyakrabban viselt női név között.

## Névnapok
január 29., december 24.

## Híres Adélok
„Adél” utónevű személyek szócikkeinek listája a Wikidata alapján

## Egyéb Adélek

### Művészetek
- Adèle Blanc-Sec képregény és film hősnő (Adèle és a múmiák rejtélye)
- Adèle H. története, francia film
- Adèle élete – 1–2. fejezet, francia film